# Cyrtopogon varans
Cyrtopogon varans là một loài ruồi trong họ Asilidae. Cyrtopogon varans được Curran miêu tả năm 1923. Loài này phân bố ở vùng Tân Bắc giới.